# Campeonato Nacional de Futebol de Praia de 2017
O Campeonato Nacional de 2017 foi a 8ª edição da Campeonato de Elite de Futebol de Praia, desde que a prova é organizada pela FPF e o 14º torneio nacional de futebol de praia. 
O SC Braga conquistou o seu 4º título nacional.

## Elite
A primeira fase consiste numa sistema por pontos, todos contra todos a uma mão (7 jogos cada equipa).
A segunda fase é disputada na forma de play-off num sistema por pontos.

## Divisão de Elite

### 1ª fase
Jogos disputados:
1ª jornada na Praia do Pousos, Leiria / Setubal / Lisboa / e na Praia de Carcavelos, Cascais
2ª jornada na Praia de Funchal / Loures / Braga / Unknown
3ª jornada na Praia de Carcavelos, Cascais / Pousos, Leiria / Lisboa / Braga
4ª jornada na Praia do Ecoparque, Sao Joao da Talha Loures / Setubal / Funchal / Unknown
5ª jornada na Praia de Lisboa / Braga / de Carcavelos, Cascais / Unknown
6ª jornada na Praia do Pousos, Leiria / Loures / de Carcavelos, Cascais, / Setubal
7ª jornada na Praia de Funchal / Lisboa / Braga / Unknown
Play-Offs: Todos os Jogos no Campo de Futebol da Praia da Nazaré
| Equipa           | J | V | V+ | D | GM | GS | DG  | Pts |
| ---------------- | - | - | -- | - | -- | -- | --- | --- |
| SC Braga         | 7 | 6 | 0  | 1 | 40 | 17 | +23 | 18  |
| Sporting CP      | 7 | 5 | 1  | 1 | 27 | 18 | +29 | 17  |
| GRAP             | 7 | 5 | 0  | 2 | 34 | 21 | +13 | 14  |
| CD Nacional      | 7 | 3 | 1  | 3 | 28 | 28 | 0   | 12  |
| CB de Loures     | 7 | 3 | 0  | 4 | 34 | 29 | +5  | 9   |
| Vila F. Rosário  | 7 | 2 | 0  | 5 | 27 | 34 | -7  | 6   |
| CF Os Belenenses | 7 | 1 | 0  | 6 | 23 | 47 | -24 | 3   |
| Vitória FC       | 7 | 1 | 0  | 6 | 14 | 33 | -19 | 3   |

|                  | BRA | SPO | GRAP | CDN | CBL | VFR | BEL  | VFC |
| SC Braga         | –   | 5–3 | 2–5  |     | 5–3 | 8–2 |      |     |
| Sporting CP      |     | –   | 4–3  | 4–2 | 3–2 |     |      | 3–1 |
| GRAP             |     |     | –    |     | 5–6 | 5–2 | 8–2  |     |
| CD Nacional      | 2–7 |     | 4-5  | –   | 4–3 |     |      |     |
| CB de Loures     |     |     |      |     | –   | 3–5 | 10–5 | 7–2 |
| Vila F. Rosário  |     | 3-4 |      | 4–5 |     | –   | 7–4  | 4–5 |
| CF Os Belenenses | 2–7 | 2–6 |      | 3–6 |     |     | –    | 5–3 |
| Vitória FC       | 0–6 | –   | 1–3  | 2–5 | –   | –   | –    | –   |
| ---------------- | --- | --- | ---- | --- | --- | --- | ---- | --- |

- Nota: Vitória após prolongamento dá direito a 2 pontos, e após desempate por penaltis apenas 1 ponto.

### Play-Off Campeão
| Equipa      | J | V | V+ | D | GM | GS | DG  | Pts |
| ----------- | - | - | -- | - | -- | -- | --- | --- |
| SC Braga    | 3 | 3 | 0  | 0 | 15 | 5  | +10 | 7   |
| Sporting CP | 3 | 2 | 0  | 1 | 18 | 10 | +8  | 6   |
| GRAP        | 3 | 0 | 0  | 3 | 10 | 20 | -10 | 1   |
| CD Nacional | 3 | 1 | 0  | 2 | 11 | 19 | -8  | 0   |

|             | BRA | SPO | GRAP | CDN |
| SC Braga    | –   | 4-4 | 6–1  |     |
| Sporting CP |     | –   |      | 7–4 |
| GRAP        |     | 2–7 | –    |     |
| CD Nacional | 0–5 | –   | 7-7  | –   |
| ----------- | --- | --- | ---- | --- |

- Nota: Vitória após prolongamento dá direito a 2 pontos, e após desempate por penaltis apenas 1 ponto.

### Play-Out Despromoção
| Equipa           | J | V | V+ | D | GM | GS | DG | Pts |
| ---------------- | - | - | -- | - | -- | -- | -- | --- |
| CB de Loures     | 3 | 2 | 0  | 1 | 13 | 11 | +2 | 6   |
| Vitória FC       | 3 | 2 | 0  | 1 | 19 | 18 | +1 | 6   |
| Vila F. Rosário  | 3 | 1 | 0  | 2 | 18 | 20 | -2 | 3   |
| CF Os Belenenses | 3 | 1 | 0  | 2 | 17 | 18 | -1 | 3   |

|                  | CBL | VFC  | VFR | BEL |
| CB de Loures     | –   | 5–3  | 4–2 |     |
| Vitória FC       |     | –    |     | 6–5 |
| Vila F. Rosário  |     | 8–10 | –   | 8–6 |
| CF Os Belenenses | 6–4 |      |     | –   |
| ---------------- | --- | ---- | --- | --- |

- Nota: Vitória após prolongamento dá direito a 2 pontos, e após desempate por penaltis apenas 1 ponto.

Vila F. Rosário e CF Os Belenenses despromovidos à Divisão Nacional